# Phytomyptera abnormis
Phytomyptera abnormis är en tvåvingeart som först beskrevs av Stein 1924.  Phytomyptera abnormis ingår i släktet Phytomyptera och familjen parasitflugor. Inga underarter finns listade i Catalogue of Life.